# 花王

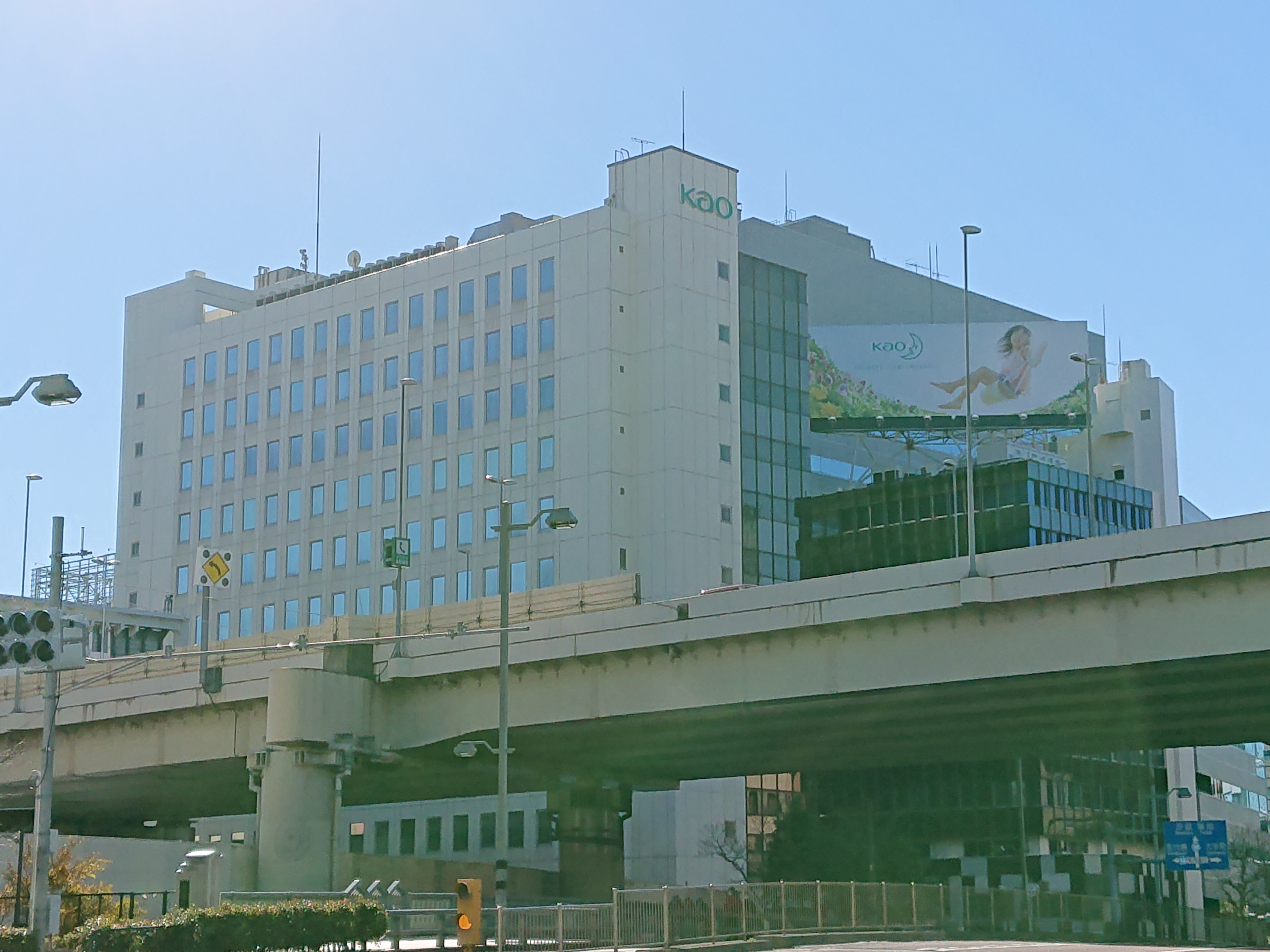
花王总部

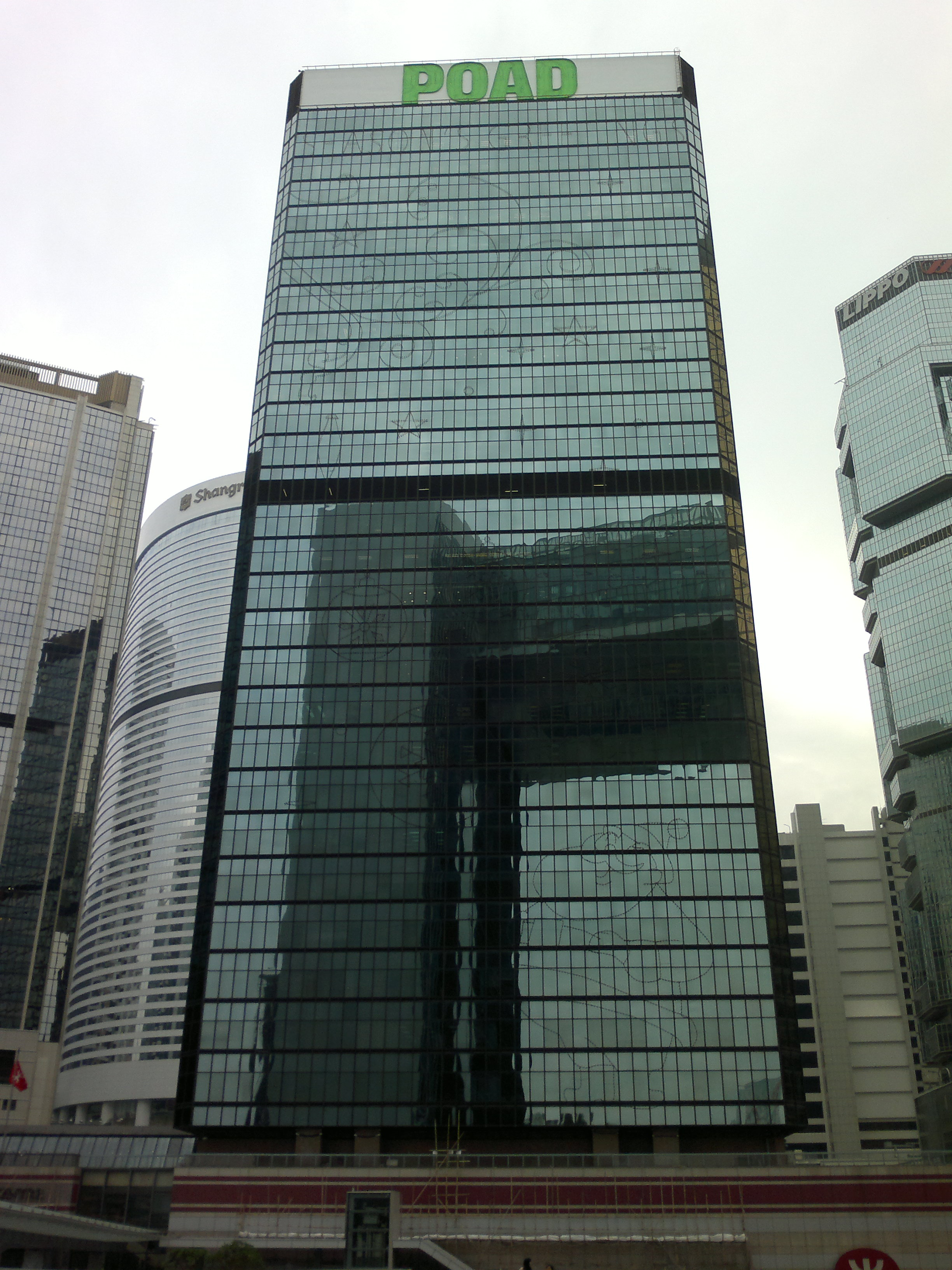
花王（香港）位於海富中心一座30樓

花王（英語：Kao Corporation）是日本一家生产日用品的公司，总部位于东京都中央区，主要业务為研发、制造与销售清洁用品。花王产品除了清洁洗剂以外，其他产品超過三百种，包括护理用品、化妆品、沐浴乳、纸尿裤及除尘纸拖把等。除此之外，花王也研究及生产医药、农业、塑胶、钢铁、建筑等工业用原料或中间制品原料。近来还投入资讯科技行业，制造及销售磁碟片、MO、MiniDisc等电脑周边产品。但花王仍然以油脂化学、界面化学和高分子化学作为其发展的三大支柱产业。现时花王的对手为狮王、宝洁公司以及联合利华。

## 历史

### 创立早期至1960年代
花王的前身是1887年6月开业的“长濑商店”，由长濑富郎创办，位于东京都日本桥马喰町，主要经营一些进口的妇女日用品。3年后，长濑商店开始贩售洗脸用的高级肥皂，取名为“花王石碱”，并以新月作为标誌，开始转向制造业。
- 1902年，在庄园内设立直营工厂。
- 1923年，吾嬬町工厂开工，生产肥皂。
- 1925年，“花王石碱株式会社长濑商会”成立。
- 1930年代以「上海花王香皂公司」為名進入上海市场。
- 1934年，设立“家政科学研究所”。
- 1935年，吾嬬町工厂独立为“大日本油脂株式会社”。
- 1940年，“株式会社铁兴社”折半出资设立“日本有机株式会社”。
- 1946年，花王石碱株式会社长濑商会改名为“株式会社花王”。
- 1949年，日本有机改名为“花王石碱株式会社”，株式会社花王与大日本油脂合併为“花王油脂株式会社”。
- 1954年，花王石碱与花王油脂合併为“花王石碱株式会社”。
- 1964年，花王在泰国设立“泰国花王实业公司”，在台湾设立“花王（台湾）股份有限公司”。
- 1965年，花王在新加坡设立“马来西亚花王公司”。
- 1966年，花王设立最早的花王产品经销商“多喜屋花王”（东京）与“松花商事”（神户）。
- 1968年，花王與德國拜爾斯道夫合資設立「妮維雅花王株式會社」，代理妮維雅產品。

### 1970年代
在1970年代，丸田芳郎上任，其在任期间，花王的业务发展迅速，成为在日本排行第一的研究开发型企业。
- 1970年，花王在香港设立“花王（香港）有限公司”，在西班牙设立“Shinor Kao公司”。
- 1971年，家政科学研究所改名为“花王生活科学研究所”。
- 1973年，花王在马来西亚设立“花王马来西亚公司”，马来西亚花王公司改名为“新加坡花王公司”。
- 1974年，花王与美国桂格燕麦公司合资设立“花王桂格株式会社”，制造、销售铸造砂用呋喃树脂。
- 1975年，花王在墨西哥设立“Quimi-Kao公司”，在泰国设立“泰国花王商业公司”。
- 1977年，花王在菲律宾设立“Piripinasu花王公司”，在印度尼西亚设立“Polekao Indonesia Chemicals公司”，收购西班牙“Molins y Puignarnau公司”。
- 1978年，花王在日本设立“爱媛生理产品株式会社”。
- 1979年，Molins y Puignarnau公司改名为“Molins-Kao公司”。

### 1980年代
- 1985年，花王石碱改名为“花王株式会社”，参股“Dino Indonesia Industrial公司”。
- 1986年，花王在西德设立“Guhl Ikebana公司”（现在已經被整併为Kao Brands公司）。
- 1987年，花王收购美国“Highpoint Chemical公司”。
- 1988年，花王收购美国“Andrew Jergens公司”，在马来西亚设立“Fatty Chemical公司”。
- 1989年，花王收购西德“歌薇公司”；其后，歌薇公司改名为“Kao Professional Salon Services”（KPSS）。

### 1990年代
- 1990年，花王在法国设立“花王（法国）公司”。
- 1991年，花王在马来西亚设立“Kao Oleochemical (Malaysia)公司”。
- 1992年，花王在澳大利亚设立“Kao (Australia) Marketing公司”，收购西德“Chemische Fabrik Chem-Y公司”。推出為女性設計的化妝品品牌蘇菲娜SOFINA（日语：ソフィーナ）。
- 1993年，花王在上海设立“上海花王有限公司”。蘇菲娜SOFINA（日语：ソフィーナ）旗下再推出另一支化妝品品牌AUBE。
- 1995年，花王制定企业理念《花王的基本理念》，在上海设立“上海花王化学有限公司”。
- 1996年，花王在越南设立“花王越南公司”，Polekao Indonesia Chemicals公司改名为“花王印度尼西亚化学公司”，Chemische Fabrik Chem-Y公司改名为“Kao Chemicals公司”。
- 1997年，花王桂格成为花王100%持股的子公司，花王在香港设立“花王化学（香港）有限公司”，并宣佈退出资讯事业领域。
- 1998年，花王收購了針對乾燥敏感肌膚的法國護膚廠牌「Curel」。
- 1999年，日本国内8大家花王区域经销商合併为“花王贩卖株式会社”，花王在西班牙设立“Kao Chemicals Europe公司”，Highpoint Chemical公司重新改组为“Kao Chemicals Americas公司”与“Kao Specialties Americas”公司，Shinor Kao公司与Molins-Kao公司合併为“花王（西班牙）公司”。

### 2000年代
- 2000年，花王在泰国设立“Kao Consumer Products (Southeast Asia)公司”。
- 2001年，花王与美国ADM公司合资设立“ADM Kao公司”。
- 2002年，花王收购高级护髮产品制造商“John Frieda公司”。
- 2004年，《花王的基本理念》内容重组为花王集团企业理念《花王之路》，Andrew Jergens公司改名为“Kao Brands公司”，花王贩卖株式会社成为花王100%持股的子公司，John Frieda公司被併入Kao Brands公司。
- 2005年，花王收购英国“Molton Brown公司”。
- 2006年，“株式会社钟纺化粧品”加入花王集团，花王在中国大陆设立“花王（中国）研究开发中心有限公司”。
- 2006年，“株式会社カネボウ化粧品”（英語：Kanebo Cosmetics Inc.，中譯“佳麗寶”）及其全資子公司e'quipe等被花王收購，佳麗寶成為花王全資子公司，其商標使用權亦被轉讓予花王。自此在日本成為超越資生堂的第一大日化(日用化學工業產品，簡稱日用化工)公司。

### 2010年代
- 2013年，佳麗寶所生產的54款含有4-(4-hydroxypheyl)-2-butanol（簡稱4-HPB、又稱杜鵑醇）的美白產品發生嚴重質量事故，有關產品可能導致消費者出現白癜风症狀，佳麗寶因此宣佈全面召回有關產品[2][3]。同年，花王宣布大幅縮小佳麗寶的化妝品業務，佳麗寶自此成為純粹經營品牌，不再具備生產商功能[4]。

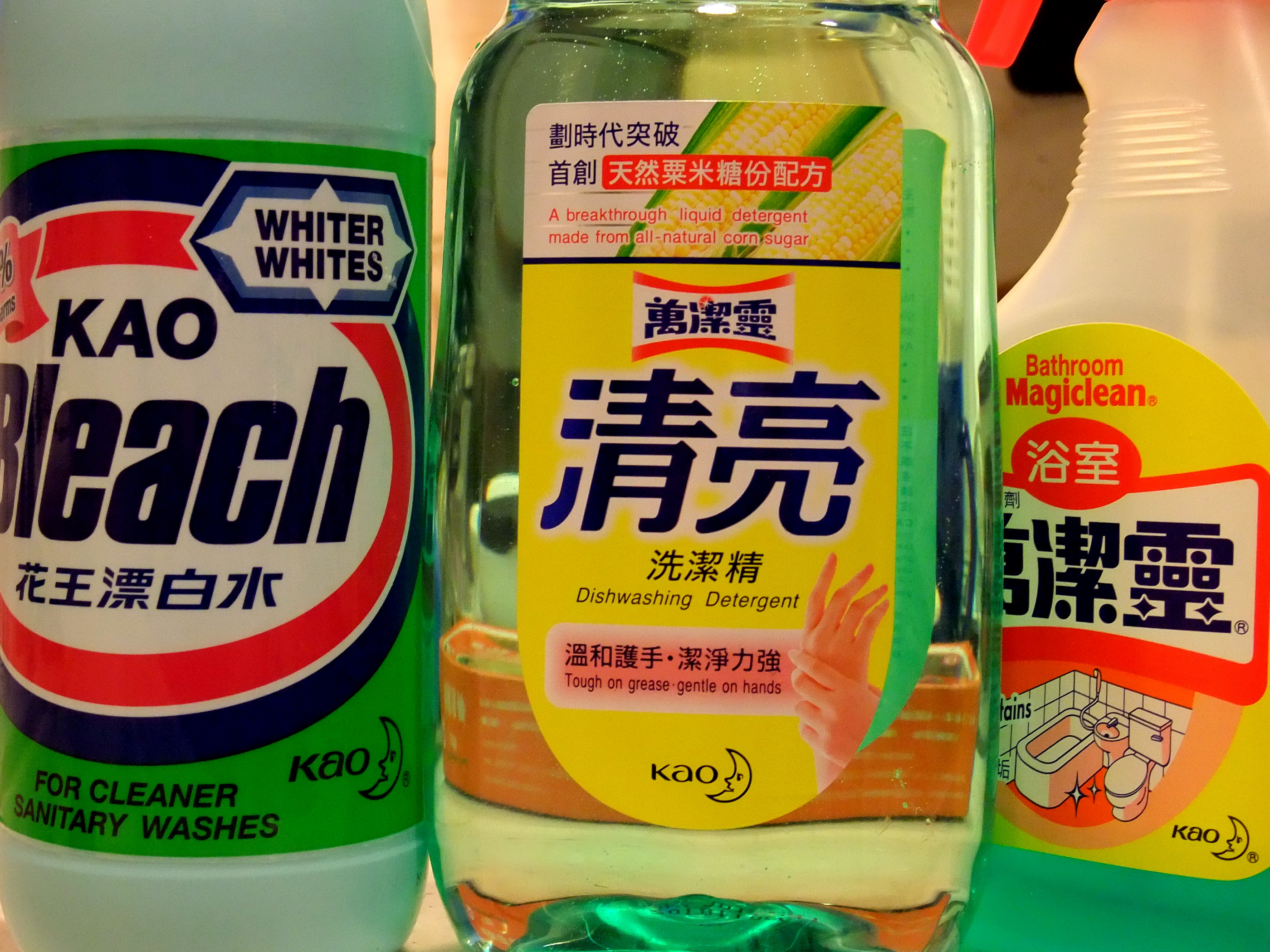
花王生产的家居清洁剂
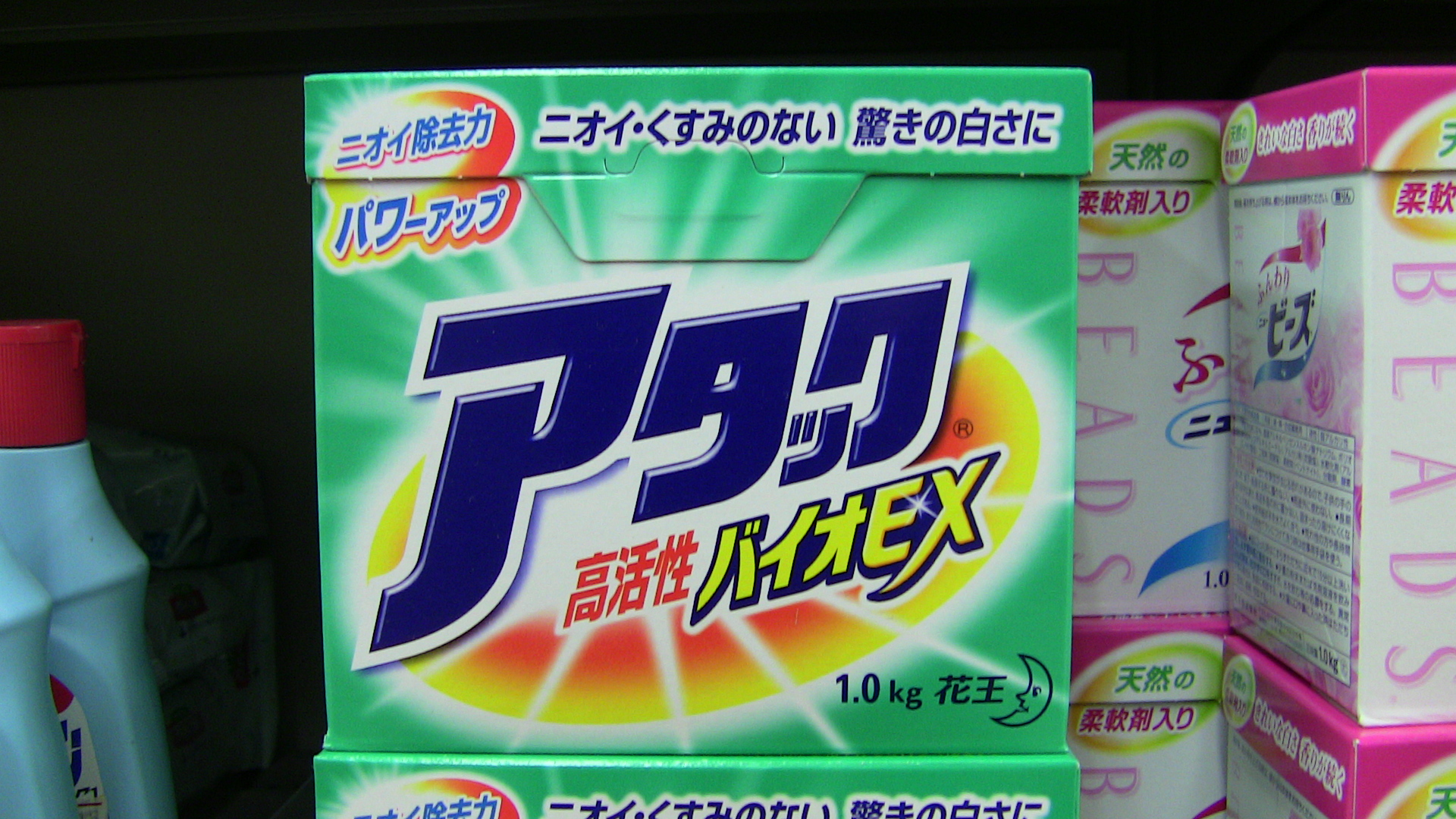
花王生产的洗衣粉
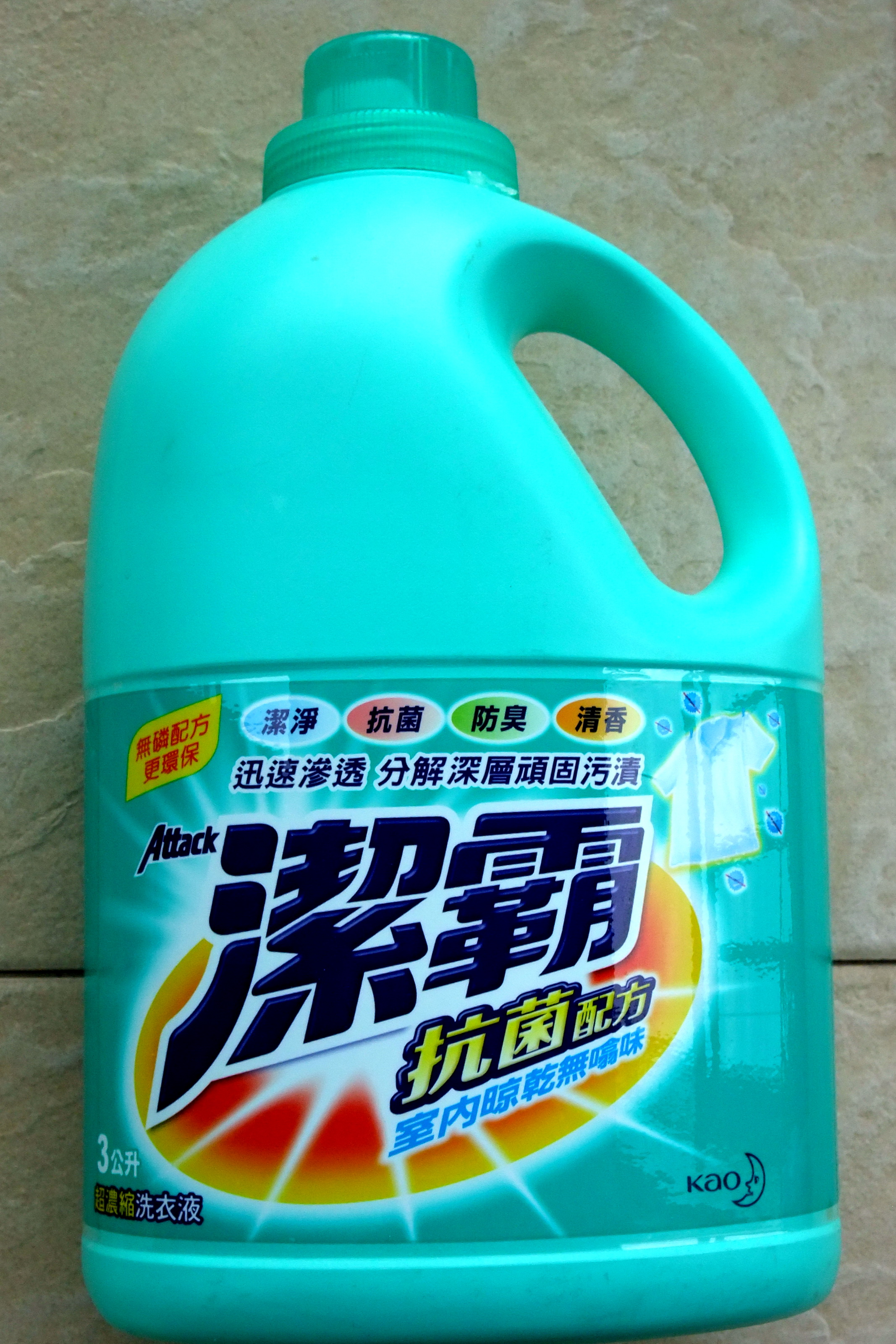
花王生产的洗衣液

## 旗下品牌

### 个人护理用品
- 珂潤（Curél）
- 蜜妮（Bioré）
- 佳麗寶（Kanebo）

## 注脚
1. ↑  “花王”一词在日文中与“颜”（颜面）同音，皆读作“kao”（かおう）；“石碱”则为日文“肥皂”之意。
2. ↑  美白產品出包 花王損失慘重 （页面存档备份，存于），大紀元時報，2013-07-31
3. ↑  童倩，日本佳麗寶美白化妝品致皮膚白斑 （页面存档备份，存于），BBC中文網，2013-07-24
4. ↑  
花王：佳麗寶將失去生產商功能 （页面存档备份，存于），中時電子報，2013-10-09